# Выборы в Алтайское краевое законодательное собрание (2021)
Выборы депутатов законодательного собрания восьмого созыва прошли в Алтайском крае 19 сентября 2021 года в единый день голосования одновременно с выборами в Государственную думу VIII созыва.
Избирается 68 депутатов по смешанной избирательной системе. 34 депутата избираются по партийным спискам (пропорциональная система) для которых установлен 5%-й барьер, а распределение мест между списками, получившими более 5 % голосов, происходит по формуле. Другие 34 депутата избираются по одномандатным округам (мажоритарная система), побеждает набравший большинство голосов. Срок полномочий — пять лет.
На 1 июля 2021 года в Алтайском крае было зарегистрировано 1 792 470 избирателей.

## Кандидаты

### Регистрация
Для регистрации областных списков кандидатов партиям необходимо собрать подписи избирателей в количестве 0,5 %.
Для регистрации кандидата, выдвинутого по одномандатному избирательному округу, необходимо собрать подписи избирателей в количестве 3 %

Избирательная комиссия Алтайского края опубликовала список из 5 партий, имеющих право выдвигать своих кандидатов, без сбора подписей:
- Единая Россия
- Коммунистическая партия Российской Федерации
- Либерально-демократическая партия России
- Справедливая Россия — Патриоты — За правду
- Яблоко

### По партийным спискам[3]
| № | Партия                                     | Краевая часть списка                                      | Кандидатов в списке | Территориальных групп |
| - | ------------------------------------------ | --------------------------------------------------------- | ------------------- | --------------------- |
| 2 | Единая Россия                              | Виктор Томенко • Александр Романенко • Виктор Зобнев      | 164                 | 34                    |
| 4 | КПРФ                                       | Мария Прусакова • Антон Арцибашев • Андрей Кривов         | 117                 | 34                    |
| 3 | ЛДПР                                       | Владимир Жириновский • Владимир Семёнов • Сергей Булаев   | 98                  | 34                    |
| 5 | Справедливая Россия — Патриоты — За правду | Александр Терентьев • Людмила Суслова • Александр Молотов | 156                 | 34                    |
| 6 | Яблоко                                     | Александр Гончаренко                                      | 57                  | 27                    |
| 1 | Коммунисты России                          | Максим Сурайкин • Сергей Матасов • Сергей Малинкович      | 100                 | 33                    |

## Одномандатные округа

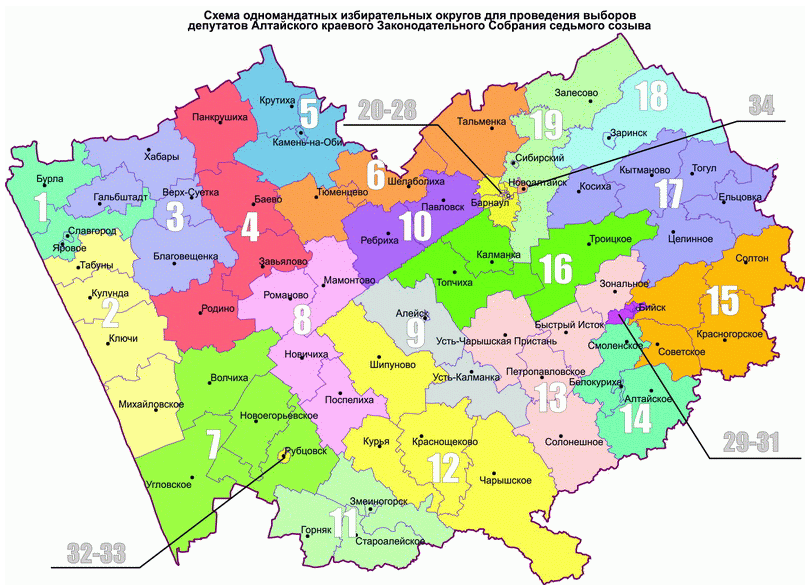
Схема одномандатных избирательных округов.

| №  | Округ | Состав |
| -- | ----- | --- |
| 1  | 1     | город Яровое, город Славгород, Бурлинский район                                                            |
| 2  | 2     | Табунский район, Михайловский район, Кулундинский район, Ключевский район                                  |
| 3  | 3     | Хабарский район, Суетский район, Немецкий национальный район, Благовещенский район                         |
| 4  | 4     | Родинский район, Панкрушихинский район, Завьяловский район, Баевский район                                 |
| 5  | 5     | Крутихинский район, Каменский район                                                                        |
| 6  | 6     | Шелаболихинский район, Тюменцевский район, Тальменский район                                               |
| 7  | 7     | Угловский район, Рубцовский район, Егорьевский район, Волчихинский район                                   |
| 8  | 8     | Романовский район, Поспелихинский район, Новичихинский район, Мамонтовский район                           |
| 9  | 9     | Усть-Калманский район, Алейский район, город Алейск                                                        |
| 10 | 10    | Ребрихинский район, Павловский район                                                                       |
| 11 | 11    | Третьяковский район, Локтевский район, Змеиногорский район                                                 |
| 12 | 12    | Шипуновский район, Чарышский район, Курьинский район, Краснощековский район                                |
| 13 | 13    | Усть-Пристанский район, Солонешенский район, Петропавловский район, Зональный район, Быстроистокский район |
| 14 | 14    | Смоленский район, Алтайский район, город Белокуриха                                                        |
| 15 | 15    | Солтонский район, Советский район, Красногорский район, Бийский район                                      |
| 16 | 16    | Троицкий район, Топчихинский район, Калманский район                                                       |
| 17 | 17    | Целинный район, Тогульский район, Кытмановский район, Косихинский район, Ельцовский район                  |
| 18 | 18    | Заринский район, город Заринск                                                                             |
| 19 | 19    | Первомайский район, Залесовский район, ЗАТО поселок Сибирский                                              |
| 20 | 20    | город Барнаул. Индустриальный район (часть), Железнодорожный район (часть)                                 |
| 21 | 21    | город Барнаул. Железнодорожный район (часть)                                                               |
| 22 | 22    | город Барнаул. Индустриальный район (часть)                                                                |
| 23 | 23    | город Барнаул. Индустриальный район (часть)                                                                |
| 24 | 24    | город Барнаул. Ленинский район (часть)                                                                     |
| 25 | 25    | город Барнаул. Ленинский район (часть)                                                                     |
| 26 | 26    | город Барнаул. Октябрьский район (часть)                                                                   |
| 27 | 27    | город Барнаул. Октябрьский район (часть), Центральный район (часть)                                        |
| 28 | 28    | город Барнаул. Центральный район (часть)                                                                   |
| 29 | 29    | город Бийск (часть)                                                                                        |
| 30 | 30    | город Бийск (часть)                                                                                        |
| 31 | 31    | город Бийск (часть)                                                                                        |
| 32 | 32    | город Рубцовск (часть)                                                                                     |
| 33 | 33    | город Рубцовск (часть)                                                                                     |
| 34 | 34    | город Новоалтайск                                                                                          |